# Katrin Siska
Katrin Siska (Tallin; 10 de diciembre de 1983) es una modelo, cantante y pianista estonia. Forma parte del grupo Vanilla Ninja donde toca el piano y hace los coros. 